# Necyria bellona
Necyria bellona is een vlindersoort uit de familie van de prachtvlinders (Riodinidae), onderfamilie Riodininae.
Necyria bellona werd in 1851 beschreven door Westwood.